# Lepthyphantes serratus
Lepthyphantes serratus är en spindelart som beskrevs av Ryoji Oi 1960. Lepthyphantes serratus ingår i släktet Lepthyphantes och familjen täckvävarspindlar. Inga underarter finns listade i Catalogue of Life.